# Изразяване на пола
Половото изразяване е начинът, по който човек се държи, неговите манеризми, интереси и външен вид, които характеристики се свързват от обществото с половата идентичност и особено с женственост и мъжественост. Изразяването на пола може също да се обясни като въшната проява на пола чрез поведение, облекло, прическа, тембър на гласа и други телесни белези. Половото изразяване най-често е разглеждано като или мъжествено, или женствено, но може да е и много други видове, били те смесица от мъжествено и женствено или нещо съвсем различно. Изразяването на пола е отделно от половата идентичност и може и да не съотвества на пола, приписан на човек при рождението, включително по отношение на половите роли. Културните стереотипи за половете имат голямо влияние върху половото изразяване.